# Thanatus lineatipes
Thanatus lineatipes là một loài nhện trong họ Philodromidae.
Loài này thuộc chi Thanatus. Thanatus lineatipes được Eugène Simon miêu tả năm 1870.